# Trimorphodon lyrophanes
Espèce
Synonymes
- Lycodon lyrophanes Cope, 1860
- Trimorphodon biscutatus vandenburghi Klauber, 1924
- Trimorphodon biscutatus lyrophanes (Cope, 1860)
- Trimorphodon vandenburghi Klauber, 1924

Trimorphodon lyrophanes  est une espèce de serpents de la famille des Colubridae.

## Répartition
Cette espèce est endémique de Basse-Californie du Sud au Mexique.

## Description
C'est un serpent ovipare.

## Publication originale
- Cope, 1861 "1860" : Notes and descriptions of new and little-known species of American reptiles. Proceedings of the Academy of Natural Sciences of Philadelphia, vol. 12, p. 339-345 (texte intégral).